# Раздольное (Кемеровская область)
Раздо́льное — село в Мариинском районе Кемеровской области. Входит в состав Калининского сельского поселения.

## География
Центральная часть населённого пункта расположена на высоте 155 метров над уровнем моря.

## Население
По данным Всероссийской переписи населения 2010 года, в селе Раздольное проживает 68 человек (32 мужчины, 36 женщин).

## Известные уроженцы
- Поморцев, Анатолий Александрович (1930—2003) — советский, российский партийный и государственный деятель.